# Порядок на мономах
Мономиальный порядок — линейный порядок {\displaystyle >} на пространстве мономов (со старшим коэффициентом 1) в данном кольце многочленов, такой что для любой тройки мономов {\displaystyle u,v,w}, если {\displaystyle u\geq v}, то и {\displaystyle uw\geq vw}.
Мономиальные порядки используются для построения базисов Грёбнера и определения операции деления с остатком в кольцах многочленов с несколькими переменными. В частности, свойство набора многочленов быть базисом Грёбнера зависит от выбора конкретного мономиального порядка.

## Примеры
1. Лексикографический (словарный) порядок {\displaystyle x_{1}>x_{2}>..>x_{n}}
{\displaystyle x_{1}^{k_{1}}...x_{n}^{k_{n}}>x_{1}^{l_{1}}...x_{n}^{l_{n}}\Longleftrightarrow } (существует такое {\displaystyle i:k_{i}>l_{i}} и {\displaystyle k_{j}=l_{j}} при {\displaystyle j<i})
Проще говоря, происходит упорядочивание переменных в одночленах в алфавитном порядке до первого различия в одночленах ({\displaystyle x_{1}^{2}x_{2}^{7}x_{3}^{3}x_{4}^{11}<x_{1}^{2}x_{2}^{7}x_{3}^{6}x_{4}^{2}})
2. Степенно-словарный порядок
{\displaystyle u=x_{1}^{k_{1}}...x_{n}^{k_{n}}>v=x_{1}^{l_{1}}...x_{n}^{l_{n}}\Longleftrightarrow \sum k_{i}>\sum l_{i}} или {\displaystyle \sum k_{i}=\sum l_{i}}, но при этом {\displaystyle u>v} в словарном порядке
Происходит упорядочивание по сумме степеней; в случае равенства сумм происходит сравнение по словарному порядку ({\displaystyle x_{1}^{2}x_{2}^{7}x_{3}^{3}x_{4}^{11}>x_{1}^{2}x_{2}^{7}x_{3}^{6}x_{4}^{2}})